# 1991年塔吉克斯坦总统选举
塔吉克斯坦于1991年11月24日举行首次总统选举。选举结果是塔吉克斯坦共产党候选人拉赫蒙·纳比耶夫获胜，他获得1321189张选票（得票率为60.44%）。选举的投票率为86.5%。